# فیل چن
فیل چن (انگلیسی: Phil Chen؛ ‏ ۲۱ اکتبر ۱۹۴۶ – ۱۴ دسامبر ۲۰۲۱) موسیقی‌دان و نوازندهٔ گیتار بیس چینی‌تبار اهل جامائیکا بود. وی با هنرمندان بزرگی چون جف بک، راد استیوارت، دانوان، پیت تاونزند، اریک کلپتون، ری چارلز، جری لی لوئیس، باب مارلی، جیمی کلیف، جکسون براون و دورز همکاری داشت.